# Aéroport de Kombolcha
L'aéroport de Kombolcha (code IATA : DSE • code OACI : HADC) dessert les villes de Kombolcha et Dessie, en Éthiopie. Il est desservi par la compagnie Ethiopian Airlines, qui assure une liaison avec Addis-Abeba. Sa construction a commencé en 2010, il remplace une piste non asphaltée qui existait précédemment aux environs de Kombolcha. 

## Situation
| \| 100 km1:14 593 000 \| Jimma Diré Dawa Addis-Abeba Mekele Arba Minch Asosa Aksoum Dar Kombolcha Gambela Gode Gondar Humera Jijiga Kebri Dahar Lalibela Robe Semera Shire |
| 100 km1:14 593 000 |

## Compagnie aérienne et destination
| Compagnies         | Destinations     |
| ------------------ | ---------------- |
| Ethiopian Airlines | Addis-Abeba Bole |

Edité le 17/11/2023